# Manis Mastodon
Manis Mastodon es un yacimiento arqueológico de una hectárea, en la península Olímpica, cerca de Sequim, estado de Washington, Estados Unidos. 

## Hallazgo
El 8 de agosto de 1977, el granjero Emanuel Manis estaba excavando su propiedad con una retroexcavadora, cuando encontró los colmillos de un mastodonte. Después de hacer varias llamadas, comenzó una excavación arqueológica en su propiedad, dirigida por el Dr. Carl Gustafson, de la Universidad Estatal de Washington. En el primer día de excavación fue hallada una costilla, que tenía incrustada una punta de proyectil, hecha con el hueso de otro mastodonte. La punta tenía hueso crecido alrededor de ella, indicando que  no había causado la muerte del animal. Gustafson consideró que esta punta era una evidencia temprana de la presencia humanos en la región. Sin embargo, no hubo consenso entre los arqueólogos en cuanto a si esto era o no demostrable. Sin embargo, Gustafson continuó excavando en el sitio durante ocho años, encontrando los restos parciales de otros dos mastodontes, herramientas de piedra y artefactos de hueso. El sitio fue colocado en el Registro Nacional de Lugares Históricos, en 1978.

## Análisis
En octubre de 2011 se publicaron los análisis efectuados a la punta de Manis Mstodonte, en el Centro de Estudios de los Primeros Americano (CSFA) de la Universidad de Texas A&M. La tomografía computarizada  estableció claramente que la punta de proyectil había sido afilada con puntas de aguja, por manos humanas. La datación por radiocarbono y el análisis de ADN muestran que la costilla está asociada con los otros restos y data de hace 13.800 años.

## Divulgación
En noviembre de 2011, Shirley Manis, hija del descubridor Emanuel Manis, publicó libro de dibujos infantiles sobre el sitio de Manis Mastodon, que incluye el análisis de investigación más reciente.